# Lia Manoliu
Lia Manoliu (IPA: [ˈli.a manoˈli.u]), romunska atletinja, * 25. april 1932, Chişinău, Kraljevina Romunija (danes Moldavija), † 9. januar 1998, Bukarešta, Romunija.
Lia Manoliu je v svoji karieri šestkrat nastopila na poletnih olimpijskih igrah v metu diska in vedno se je uvrstila med prvo deseterico. Največji uspeh je dosegla na igrah leta 1968 v Ciudad de Méxicu z osvojitvijo naslova olimpijske prvakinje, osvojila je tudi bronasti medalji na igrah v letih 1960 v Rimu in 1964 v Tokiu. Šesto mesto je osvojila na svojih prvih igrah leta 1952 v Helsinkih, deveti mesti pa na igrah v letih 1956 v Melbournu in 1972 v Münchnu.